# Davy Sardou

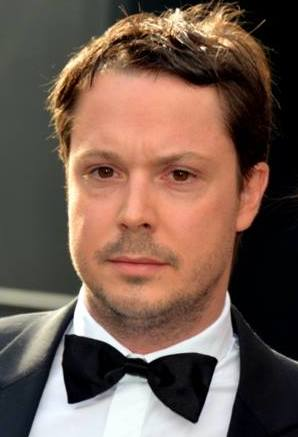

Davy Sardou es un actor francés de teatro, cine y televisión, nacido el 1 de junio de 1978, hijo del cantautor Michel Sardou.
Estudió en el Actor's Studio de Nueva York antes de debutar en Francia en 2001 con las comedias teatrales de  Joseph Kesselring. 

## Teatro
- L'homme en question (2002)
- Oscar (2008)
- Secret de famille (2008)